# Carum carvi
A alcaravia (Carum carvi) é também conhecida como cariz, cominho, cominho-armênio, cominho-dos-prados, cominho-romano, cúmel (Kümmel, Sul e Sudeste do Brasil), alcarávia, alcarávea, alcaróvea, alquirévia, cuminho ou cominho-de-montanha.
É uma planta bianual que cresce até 60 cm de altura, com folhas delicadamente recortadas e umbelas de pequenas flores cuja tonalidade vai do branco ao violeta-claro. Seus frutos são pequenos, parecidos com frutos da erva-doce. É originário da região compreendida entre o centro da Europa e a Ásia e tem-se conhecimento de seu uso pelos romanos. É usada pelos árabes, que a introduziram na Península Ibérica. Usada na cozinha e na medicina há pelo menos 5000 anos, a alcaravia é uma das especiarias mais populares da Europa.
O óleo volátil das folhas dá-lhe o seu aroma característico. Consome-se as folhas, frutos, e raízes: As raízes, cozidas, podem ser consumidas como hortaliça. As folhas tenras, picadas, para temperar saladas; com batatas cozidas ao vapor, suflê de batatas e saladas de pimentão.
As sementes são picantes e levemente adocicadas e são muito utilizadas na culinária nórdica, que aromatiza queijos, pães e vários preparados salgados, como “pretzels”, em pães e bolos. O óleo das sementes é empregado no preparo do kümmel e de outras bebidas alcoólicas. É o tempero mais característico das culinárias alemã e austríaca, fundamental no preparo dos licores Wolfschmidt Kümmel, Mentzendorff Kümmel e Gilka Kümmel, da aguardente da escandinava aquavit e do queijo tipo Tilsit alemão. Podem ainda ser usadas no preparo de carnes, molhos, aromatizar pães, queijos, sopas e doces; para temperar carne em geral, especialmente de porco.
Em grandes quantidades a alcaravia pode ser tóxica, devido à carvona; dose máxima diária: 10 ml do extrato fluido.[carece de fontes?]